# Bidasoa
El río Bidasoa (en francés: Bidassoa) es un río situado en el norte de la península ibérica que hace frontera entre España y Francia.  Tiene 67 kilómetros de longitud, nace en el entorno del pico de Astaté en los Pirineos, cerca de Errazu en Navarra y discurre hasta la provincia vasca de Guipúzcoa a donde entra por Endarlaza y se convierte en la línea fronteriza entre España y Francia hasta su desembocadura en la denominada bahía de Chingudi que se forma entre las localidades de Fuenterrabía en España y Hendaya en el territorio histórico vascofrancés de Labort, en la región de Nueva Aquitania de Pirineos Atlánticos.
Sobre él, en la localidad guipuzcoana de Irún, se ubica uno de los pasos fronterizos más importantes entre Francia y España, así como la isla de los Faisanes que es considerado el condominio más pequeño del mundo al cambiar de administración cada seis meses. En la desembocadura del Bidasoa, aproximadamente en la actual ubicación de la ciudad de Irún —una de las ciudades más importantes de la Vasconia romana—, se hallaba la ciudad romana de Oiasso, que según algunas hipótesis da nombre al río.

## Etimología

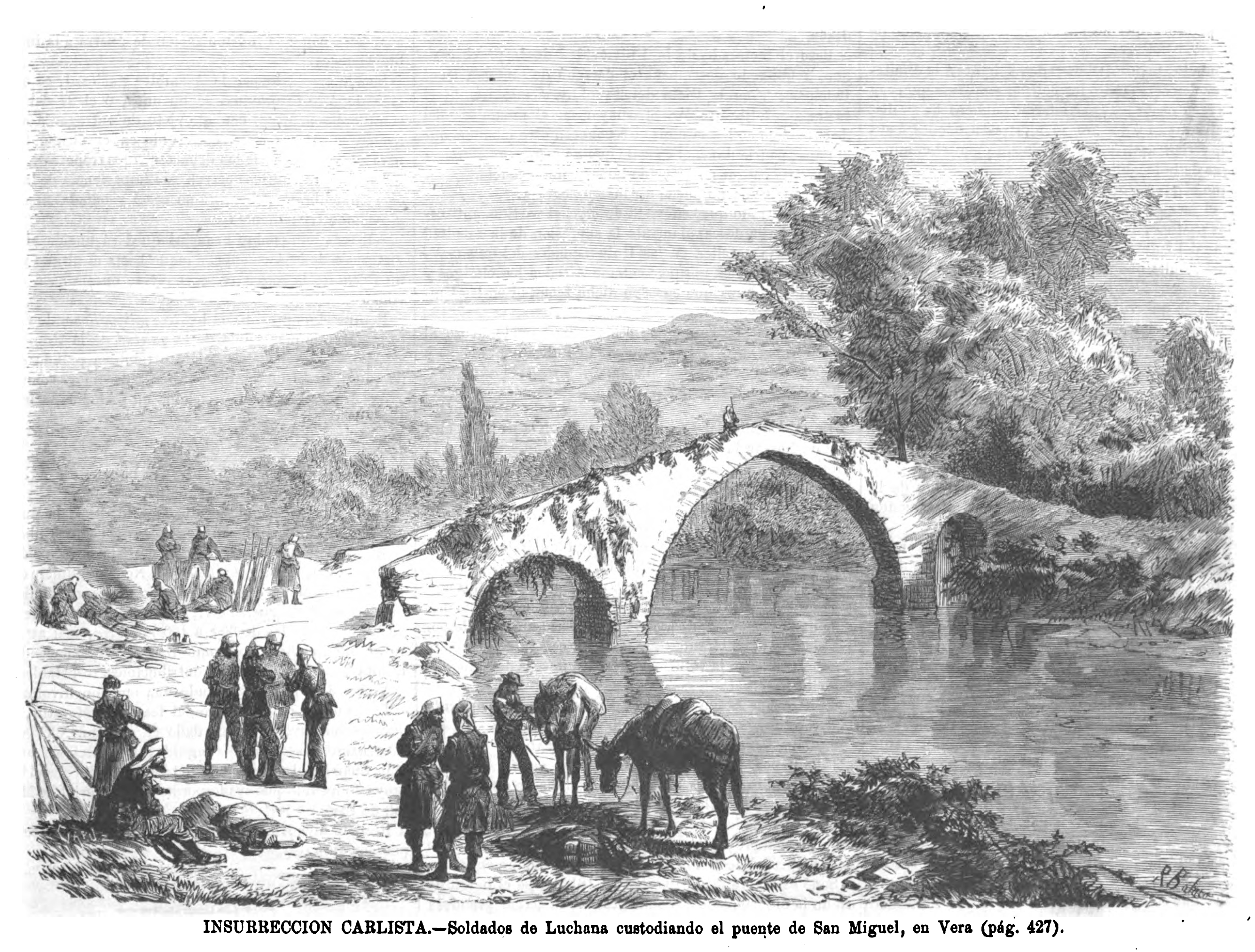
Grabado del con una vista del río a su paso por Vera.

La hipótesis más extendida es que el nombre del río procede del término vasco «bide-oiasso-a», haciendo referencia a la  la antigua ciudad vascona de Oiasso antecediéndole el término en euskera «bide» que significa camino o ruta, y la "a" final artículo usado habitualmente en el euskera, con el significado de 'el camino a Oiasso'.   Este compuesto se justificaría, ya que la ruta desde Pompaelo a Oiasso acababa bordeando ceñidamente el río en la última parte de su recorrido. Otra teoría deriva la segunda parte del compuesto del término celta «aza» o «assa» (el agua), lo que le daría la significación de 'camino al agua', ya se refiriera a la del propio río o a la del mar. Por último, también se ha hecho derivar el nombre de la frase latina «Via ad Oeassonem» (camino a Oiasso). En todo caso, parece predominar su función como vía de comunicación a la hora de recibir nombre.

## Recorrido

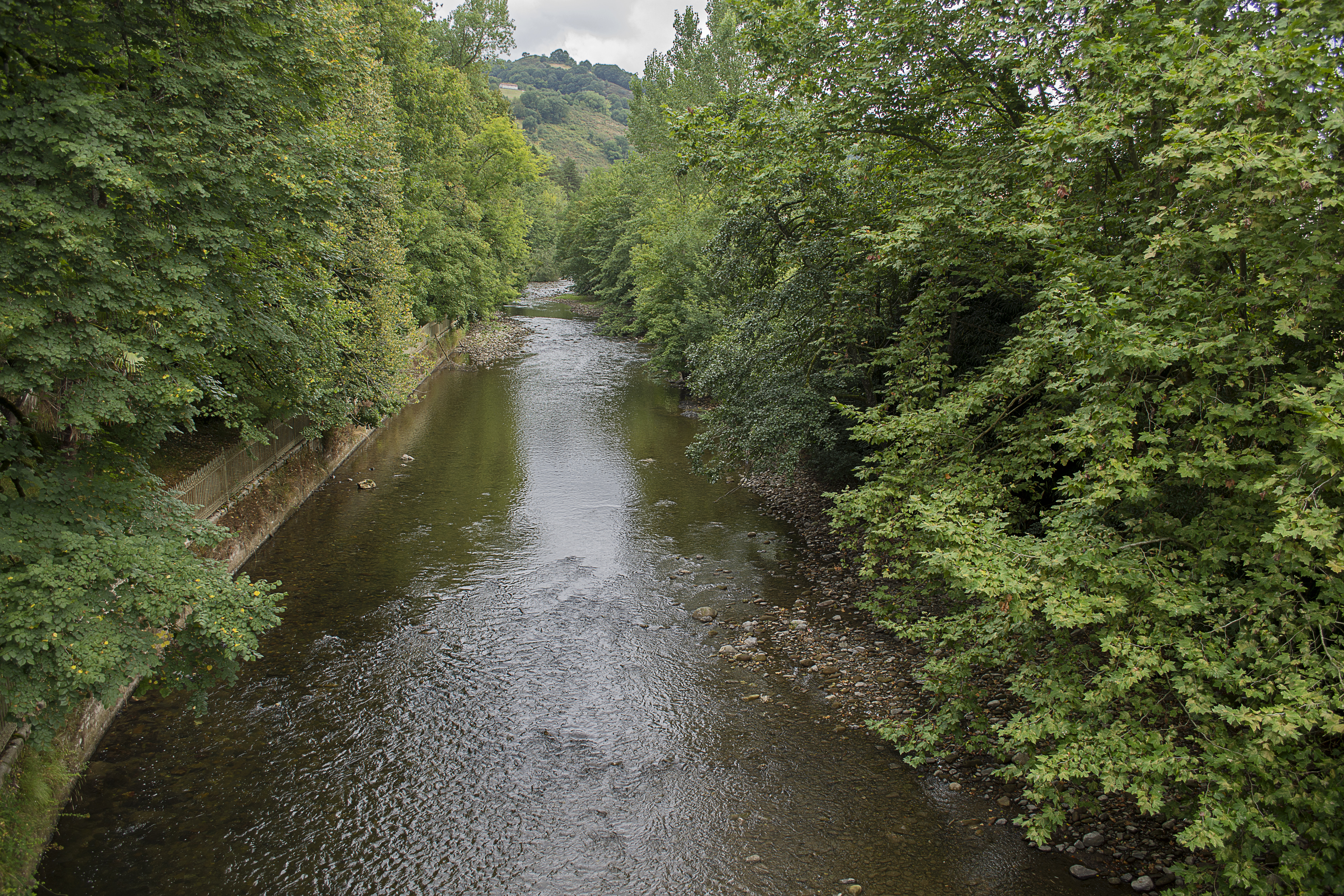
El río Bidasoa a su paso por Oronoz-Mugaire.

Nace en el Pirineo navarro, en el pico de Astaté, muy cerca de la localidad de Errazu, de la unión de las regatas Izpegui e Izauz. Desde su cabecera y hasta la localidad de Oronoz-Mugaire se le denomina río Baztán. A partir de Oronoz-Mugairi es donde toma el nombre de río Bidasoa, ya que abandona el valle del Baztán para entrar en el valle de Bertizarana y seguir su recorrido dejando Santesteban a su izquierda, para continuar por Sumbilla. 
A lo largo de su recorrido recibe numerosos ríos y regatas que, por orden, son la regata Ceberia, el río Ezcurra, el barranco Iruribieta, el río Laza y la regata Echalar, y los arroyos Arregui y Onin.
En el territorio navarro llega hasta Endarlatsa, marca durante diez kilómetros la frontera entre España y Francia.
Desemboca entre Hendaya (Francia) y Fuenterrabía (España) en el mar Cantábrico por la bahía de Chingudi, junto al cabo Higuer, formando las llamadas Marismas de Chingudi que incluyen territorios como la vega de Jaizubia, Plaiaundi, las islas del Bidasoa, o la isla de los Faisanes entre otros. Se trata del segundo humedal marítimo más extenso del País Vasco, después de la reserva de la biosfera de Urdaibai. En su interior se creó en 1998 el Parque Ecológico de Plaiaundi, ejemplo de restauración de un humedal desecado y degradado.

## Amenazas medioambientales

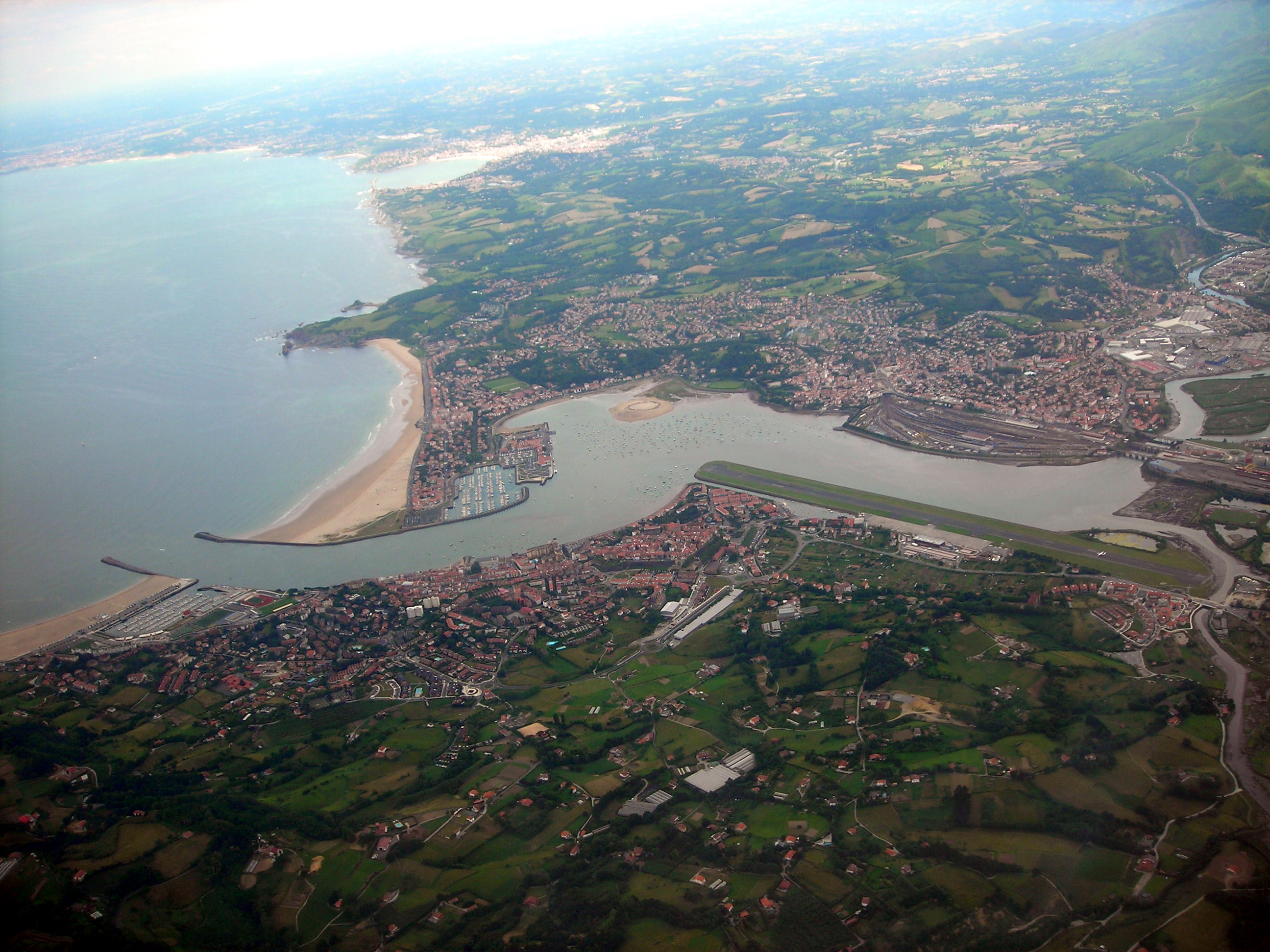
Vista del estuario del Bidasoa, en el que se puede observar la pista del aeropuerto.

El aeropuerto de San Sebastián, también conocido como aeropuerto de Fuenterrabía, se encuentra en el estuario del río. Tras un proyecto inicial finalmente desechado en los años 2000, en julio de 2009 se presentó un nuevo proyecto para ampliar la pista. Este permitía la incorporación de franjas de seguridad a cada lado de ella. Se ampliaría, así, la pista en 200 metros, 150 hacia Irún y otros 50 hacia el mar, pasando a tener una longitud operativa de 1754 a 1954 metros. Sin embargo, numerosos colectivos de vecinos se oponen a esta ampliación, ya que el aeropuerto se expande hacia la ciudad generando molestias debidas al ruido (entre otros), o Berdeak-Los Verdes, que denuncian que la ampliación se realizará en una zona recuperada con fondos LIFE y que es zona de especial protección para las aves, Convenio de Ramsar y pertenece a la Red Natura 2000. Por todo ello, el partido verde propone también la supresión del aeropuerto.

## Pesca
El tramo navarro del río es un destino preferente para los amantes de la pesca, siendo el río hogar de varias especies de peces autóctonas, como la anguila (Anguilla anguilla), el salmón (Salmo palar), la trucha (Salmo trutta), carrasco espinoso (Cottus gobio), Barbatula barbatula, piscardo (Phoxinus phoxinus), el gobio ibérico (Gobio lozanoi), la lamprea marina (Petromyzon marinus), el sábalo (Alosa alosa), la platija europea (Platichthys flesus) y el muble (Chelon labrosus), algunas de ellas declaradas especies en peligro de extinción y de gran interés (especialmente el carrasco espinoso y el salmón). Además, una especie del río Ebro, la madrilla (Chondrostoma miegii), se ha introducido en los últimos 30-40 años en el tramo inferior del Bidasoa, extendiéndose posteriormente aguas arriba.
Como resultado, la sobrepesca se ha convertido en un problema importante para la fauna del río, con especial presión sobre el salmón que migra río arriba para desovar, los cuales no llegan a su objetivo y mueren antes de desovar, ya sea por ser presa de los cebos de los pescadores o por no poder superar las centrales hidroeléctricas (128 en todo el recorrido) y las 114 presas asociadas, ya que el 63% de ellas impiden el paso de los peces migratorios, impidiendo que logren su propósito. Están en marcha planes del Gobierno de Navarra para tratar el tema.